# Bonatrans Group
BONATRANS GROUP a.s. (také vystupující jako GHH-Bonatrans) je akciová společnost se sídlem v Bohumíně, která se zabývá výrobou železničních dvojkolí. Jde o největšího výrobce železničních dvojkolí v Evropě.
Vlastníkem společnosti je nizozemská společnost Bonatrans Enterprises B.V., mateřskou společností je maltská společnost Vivax Holding Limited, kterou prostřednictvím dvou lichtenštejnských nadací ovládá Jitka Cechlová Komárková, která je i předsedou představenstva společnosti.

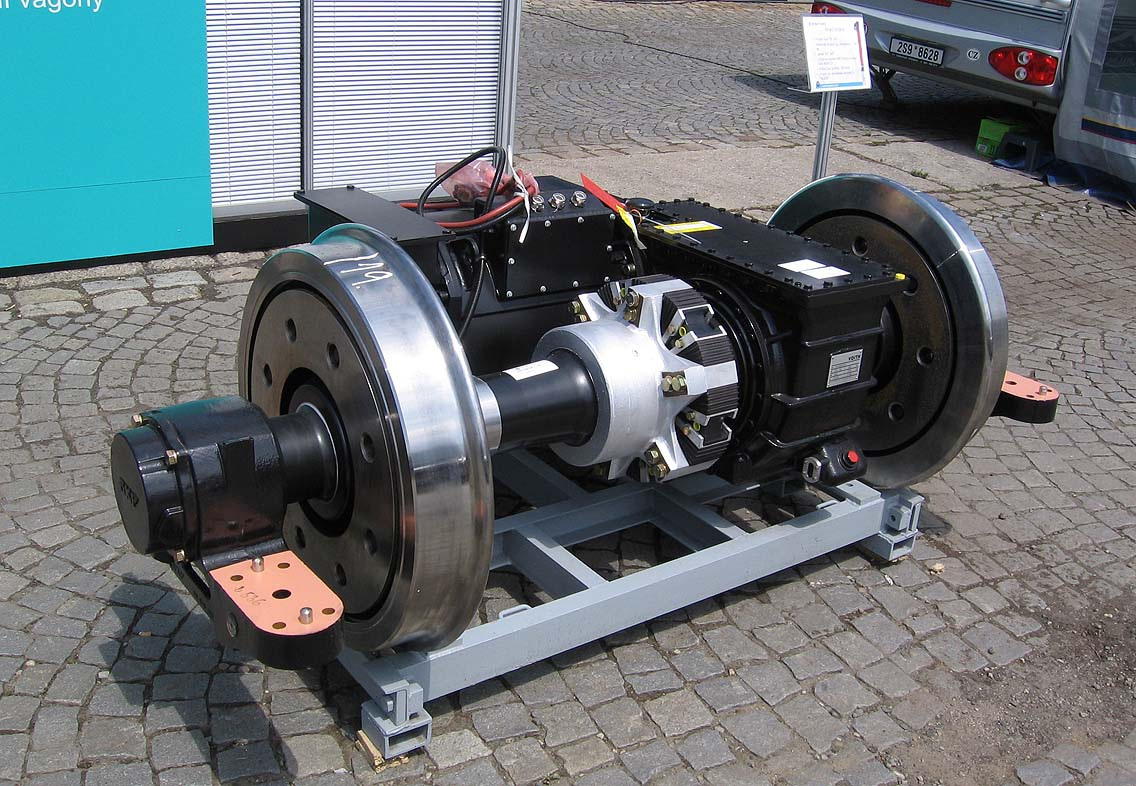
Dvojkolí vyrobené společností Bonatrans pro jednotku Bombardier Talent

## Historie
Počátek společnosti sahá do roku 1965, kdy byl v rámci Železáren a drátoven Bohumín zřízen Závod železničních dvojkolí. Jako samostatná společnost pod názvem BONATRANS a.s. začala firma působit v roce 1999. V roce 2006 vznikla současná BONATRANS GROUP a.s.
Do roku 2010 společnost ovládala KKCG, po jejím rozdělení pak pouze část rodiny Komárků - Karel Komárek starší, jeho dcera Jitka Cechlová Komárková a jeho bratr František Komárek). Později však společnost ovládla samotná Jitka Cechlová Komárková za pomoci svého manžela Aleše Cechela.
V roce 2014 společnost ovládla tradičního německého výrobce GHH Radsatz, který byl založen v roce 1782 a první dvojkolí vyrobil již v roce 1808. V roce 2016 společnost otevřela továrnu v Indii.